# Lafoea coalescens
Lafoea coalescens is een hydroïdpoliep uit de familie Lafoeidae. De poliep komt uit het geslacht Lafoea. Lafoea coalescens werd in 1877 voor het eerst wetenschappelijk beschreven door Allman. 